# Taberno
Taberno er en by og kommune i det sydøstlige Spanien i provinsen Almería. Den har et indbyggertal på 962 (2024) indbyggere.